# Rookie Cops
Rookie Cops (hangul: 너와 나의 경찰수업; rr: Neowa Naui Gyungchalsueob; lit. Você e Meus Policiais, bra: Rookie Cops: Os Novatos) é uma série de televisão via streaming sul-coreana escrita por Lee Ha-na, dirigida por Kim Byung-soo e estrelada por Kang Daniel, Chae Soo-bin, Lee Shin-young e Park Yoo-na. A série é uma história de amadurecimento que gira em torno de estudantes da academia de polícia da Universidade Nacional da Polícia Coreana. Foi lançado dois episódios todas as quartas-feiras às 17:00 (KST) no Disney+ via Star em regiões selecionadas como o primeiro drama coreano Star Originals do OTT de 26 de janeiro de 2022 a 16 de março de 2022.

## Sinopse
Rookie Cops segue as histórias de calouros recrutas na elite Korean National Police University (KNPU), que se diz ser um dos campi mais conservadores e exclusivos da Coréia. Wi Seung-hyeon (Kang Daniel) é um calouro de honra que quer seguir o pai. Tudo está indo conforme o planejado até que ele encontra Go Eun-gang (Chae Soo-bin). O drama de investigação da juventude retrata os sonhos, amor, desafios e ambições dos alunos.

## Elenco

### Principal
- Kang Daniel como Wi Seung-hyeon, um jovem apaixonado que não suporta ver injustiça, ele pretende seguir os passos de seu pai, que é o chefe da Agência de Polícia de Gyeonggi Dongbu. Ele fica em primeiro lugar no vestibular em sua segunda tentativa.[11][13]
- Chae Soo-bin como Go Eun-gang, ativa e corajosa, ela é uma caloura problemática que entra na polícia para perseguir um amor não correspondido e consegue entrar na universidade de polícia diante da rejeição.[14][15]
  - Oh Ah-rin como jovem Go Eun-gang.
- Lee Shin-young como Kim Tak, um calouro da equipe nacional júnior de judô que incorpora o espírito e a paixão da juventude, ele está acostumado a ficar sozinho, mas Wi Seung-hyeon se torna seu único amigo verdadeiro.
- Park Yoo-na como Ki Han-na, uma caloura que é autoconfiante e realista com um charme único e orgulhoso, ela não perde o primeiro lugar no departamento. Sua tendência individualista cria tensão com outros alunos que valorizam a vida em grupo.[16]

### Coadjuvante

#### Estudantes
- Park Sung-joon como Yoo Dae-il, um calouro "puro macho", ele se considera um fã de drama policial de sucesso porque decidiu se tornar um oficial depois de assistir Signal e passa no exame de admissão após três tentativas.[17]
- Min Do-hee como Woo Joo-young, uma caloura de uma escola de ciências que sonha em se tornar uma investigadora forense.[18]
- Kim Woo-seok como Seo Beom-joo, um calouro sincero e correto que às vezes tem pensamentos e preocupações excessivos que revelam um lado tímido, ele é meticuloso com o planejamento e tem habilidades de dança inesperadas.[19]
- Cheon Young-min como Shin Ah-ri, uma caloura ulzzang interessada em moda e aparência, ela tem uma imagem sombria, mas na verdade tem uma personalidade suave e gradualmente se aproxima de seus colegas de classe.[20]
- Park Yeon-woo como Kang Joo-chan, um estudante do quarto ano, presidente do conselho estudantil e o primeiro amor de Go Eun-gang.[21]
- Jung Soo-bin como Baek Seon-yoo, chefe do dormitório estudantil feminino que também atua nas atividades escolares, como treinamento e conselho estudantil.[22]
- Kim Seung-ho como Pyo Hyun-seok, o chefe de relações públicas da academia de polícia, é amigável e compra comida para os juniores.[23]
- Lee Joon-woo como Uhm Hyuk, um veterano de princípios rígidos e chefe da equipe de educação da academia de polícia responsável pelo treinamento de novos alunos.[24]

#### Faculdade
- Kim Sang-ho como Cha Yoo-gon, um professor espirituoso de ciência policial que, como policial, tinha corrido à solta no passado sem medo do mundo antes de um incidente mudar sua visão da vida.[25]
- Seo Yi-sook como Kim Soon-young, a decana da universidade.
- Choi Woo-ri como Bang Hee-sun, o carismático professor de psicologia criminal.
- Kang Ae-shim como zelador do dormitório.

#### Família
- Son Chang-min como Wi Ki-yong, pai respeitado de Wi Seung-hyeon, que é um policial de alto escalão.[26]
- Ji Soo-won como Oh Sook-ja, a mãe de Wi Seung-hyeon com uma afeição extraordinária por seu filho.[26]
- Lee Moon-sik como Go Yang-cheol, o pai caloroso e bem-humorado de Go Eun-gang.[26]
- Jung Young-joo como Lee Hee-sook, mãe contundente, mas carinhosa de Go Eun-gang e dona de um restaurante de frango.[27]
- Son So-mang como Go Mi-gang, a irmã mais velha de Go Eun-gang e uma estudante de artes com um charme puro e honesto.[28]
- Sa Kang como a mãe de Ki Han-na.

#### Outros
- Kim Yool-ho como Choo Yi-sa, um personagem hediondo que comete atos malignos.[29]
- Hyun Woo-sung como Kang Nam-gi, um detetive apaixonado lutando para encontrar a verdade do caso.[30]
- Park Ji-hoon como um dos valentões na sala de bilhar.
- Lee Woo-je como um dos valentões no salão de bilhar.
- Ahn Do Kyu como Hong Yoon-ki, o funcionário de meio período sendo intimidado no salão de bilhar.
- Kim Kwon como Jo Han-sol, jovem líder da Ásia e CEO de investimentos criativos em startups.[31]
- Jung Yeo-Jun como Shin Ui-seok, o funcionário-chefe que segue a terrível vida pessoal do CEO coreano-americano Jo Han-sol.[32]
- Choi Jae-hyun como Min-yong, amigo de Wi Seung-hyun.
- Park Sang-hoon como Lee Se-hyun, o fraudador que foi vítima de um esquema maior.
- Lee Se-mi como Min Hae-ji, a mulher perturbada na boate.

### Aparições especiais
- Kwak Si-yang como Kim Hyun-soo, anteriormente um estudante do quarto ano da KNPU e irmão mais velho de Kim Tak.[33]
- Shin Ye-eun como Jang So-yeon, uma caloura que desistiu no meio do programa de orientação.[34]
- Choi Jae-hyun como Min-yong, amigo de Wi Seung-hyeon.
- Park Sang-nam como o encontro às cegas de Go Eun-gang.[35]

## Episódios
| N.º | Título        | Dirigido por  | Escrito por | Lançamento              |
| --- | ------------- | ------------- | ----------- | ----------------------- |
| 1   | "Episódio 1"  | Kim Byung-soo | Lee Ha-na   | 26 de janeiro de 2022   |
| 2   | "Episódio 2"  | Kim Byung-soo | Lee Ha-na   | 26 de janeiro de 2022   |
| 3   | "Episódio 3"  | Kim Byung-soo | Lee Ha-na   | 2 de fevereiro de 2022  |
| 4   | "Episódio 4"  | Kim Byung-soo | Lee Ha-na   | 2 de fevereiro de 2022  |
| 5   | "Episódio 5"  | Kim Byung-soo | Lee Ha-na   | 9 de fevereiro de 2022  |
| 6   | "Episódio 6"  | Kim Byung-soo | Lee Ha-na   | 9 de fevereiro de 2022  |
| 7   | "Episódio 7"  | Kim Byung-soo | Lee Ha-na   | 16 de fevereiro de 2022 |
| 8   | "Episódio 8"  | Kim Byung-soo | Lee Ha-na   | 16 de fevereiro de 2022 |
| 9   | "Episódio 9"  | Kim Byung-soo | Lee Ha-na   | 23 de fevereiro de 2022 |
| 10  | "Episódio 10" | Kim Byung-soo | Lee Ha-na   | 23 de fevereiro de 2022 |
| 11  | "Episódio 11" | Kim Byung-soo | Lee Ha-na   | 2 de março de 2022      |
| 12  | "Episódio 12" | Kim Byung-soo | Lee Ha-na   | 2 de março de 2022      |
| 13  | "Episódio 13" | Kim Byung-soo | Lee Ha-na   | 9 de março de 2022      |
| 14  | "Episódio 14" | Kim Byung-soo | Lee Ha-na   | 9 de março de 2022      |
| 15  | "Episódio 15" | Kim Byung-soo | Lee Ha-na   | 16 de março de 2022     |
| 16  | "Episódio 16" | Kim Byung-soo | Lee Ha-na   | 16 de março de 2022     |

## Produção

### Desenvolvimento
Em 22 de dezembro de 2020, o Studio&NEW divulgou que usaria fundos investidos e garantiria direitos autorais secundários para produzir trabalhos futuros, incluindo Rookie Cops. Foi relatado pela primeira vez em 1º de fevereiro de 2021 que Rookie Cops é uma série original que iria ao ar no Disney+. Em 30 de abril de 2021, a parceria de conteúdo de cinco anos da NEW e da The Walt Disney Company Korea foi formalizada com Rookie Cops sendo nomeado como um dos dois trabalhos imediatos que fazem parte desse acordo.

### Seleção de elenco
Em 1 de fevereiro e 9 de março de 2021, Kang Daniel e Chae Soo-bin estavam revisando as ofertas, respectivamente. Seus papéis principais não foram oficialmente confirmados até suas aparições no Disney+ APAC Content Showcase em 14 de outubro. Em maio, houve notícias de Min Do-hee, Lee Shin-young, Kim Woo-seok e Shin Ye-eun sendo escalados. No mês seguinte, Kim Sang-ho e Park Yoo-na confirmaram sua escalação, seguidos por Sa Kang em julho. A aparição especial de Kwak Si-yang foi confirmada em outubro, enquanto o elenco principal foi revelado em novembro.

### Filmagens
Foi relatado em 26 de maio de 2021 que as filmagens começaram no início de maio após a leitura do roteiro e foram concluídas em novembro. Em 25 de janeiro de 2022, as imagens da leitura oficial da mesa foram publicadas.

## Lançamento
Além da Coreia do Sul, outros mercados Disney+ Star com Rookie Cops programados para 26 de janeiro de 2022 incluíam Cingapura, Taiwan, Hong Kong, Japão, Austrália e Nova Zelândia. A série foi ao ar na mesma data para Malásia, Indonésia e Tailândia via Disney+ Hotstar. Dois episódios foram lançados na data de estreia.